# Japanese Industrial Standard

L’acronyme JIS (Japanese Industrial Standard, « norme industrielle japonaise ») fait référence à l'ensemble des normes industrielles japonaises.
En informatique, il est le plus souvent utilisé dans l’expression « codage JIS » pour désigner différents codages de caractères de la langue japonaise :
- Un jeu de caractères standards pour le japonais, notamment :
  - JIS X 0201, la version japonaise de l’ISO/CEI 646 : 〄 .
  - JIS X 0208, le jeu de caractères de type kanji le plus commun, contenant 6 879 kanji.
  - JIS X 0212, extension de JIS X 0208
  - JIS X 0213, extension de JIS X 0208
- JIS X 0202 (aussi connu sous le nom ISO-2022-JP), un mécanisme de codage des caractères utilisé pour envoyer des données JIS à travers un médium de 7-bit.

En pratique, le « codage JIS » fait habituellement référence à des données de type JIS X 0208 encodées avec JIS X 0202.